# Nikołaj Kriukow (gimnastyk)
Nikołaj Wiaczesławowicz Kriukow (ros.Николай Вячеславович Крюков; ur. 11 listopada 1978) – rosyjski gimnastyk, dwukrotny medalista olimpijski.
Brał udział w trzech igrzyskach (IO 96, IO 00, IO 08), na dwóch zdobywał medale w drużynie. W 1996 Rosjanie zwyciężyli w tej rywalizacji, w 2000 zajęli trzecie miejsce. W 1999 zdobył złoto mistrzostw świata w indywidualnym wieloboju. W dorobku medalowym miał także srebrne medale w skoku (1997) i w drużynie (1999 i 2006). Z kolei brąz wywalczył w ćwiczeniach na koniu z łękami (1999 i 2003) oraz w drużynie w 1997. Na mistrzostwach Europy sięgał po złoto w drużynie (2008), srebro w 2002 (drużyna) i 2007 (poręcze) oraz brąz w 2005 (koń z łękami) i 2008 (poręcze).